# Notmünze

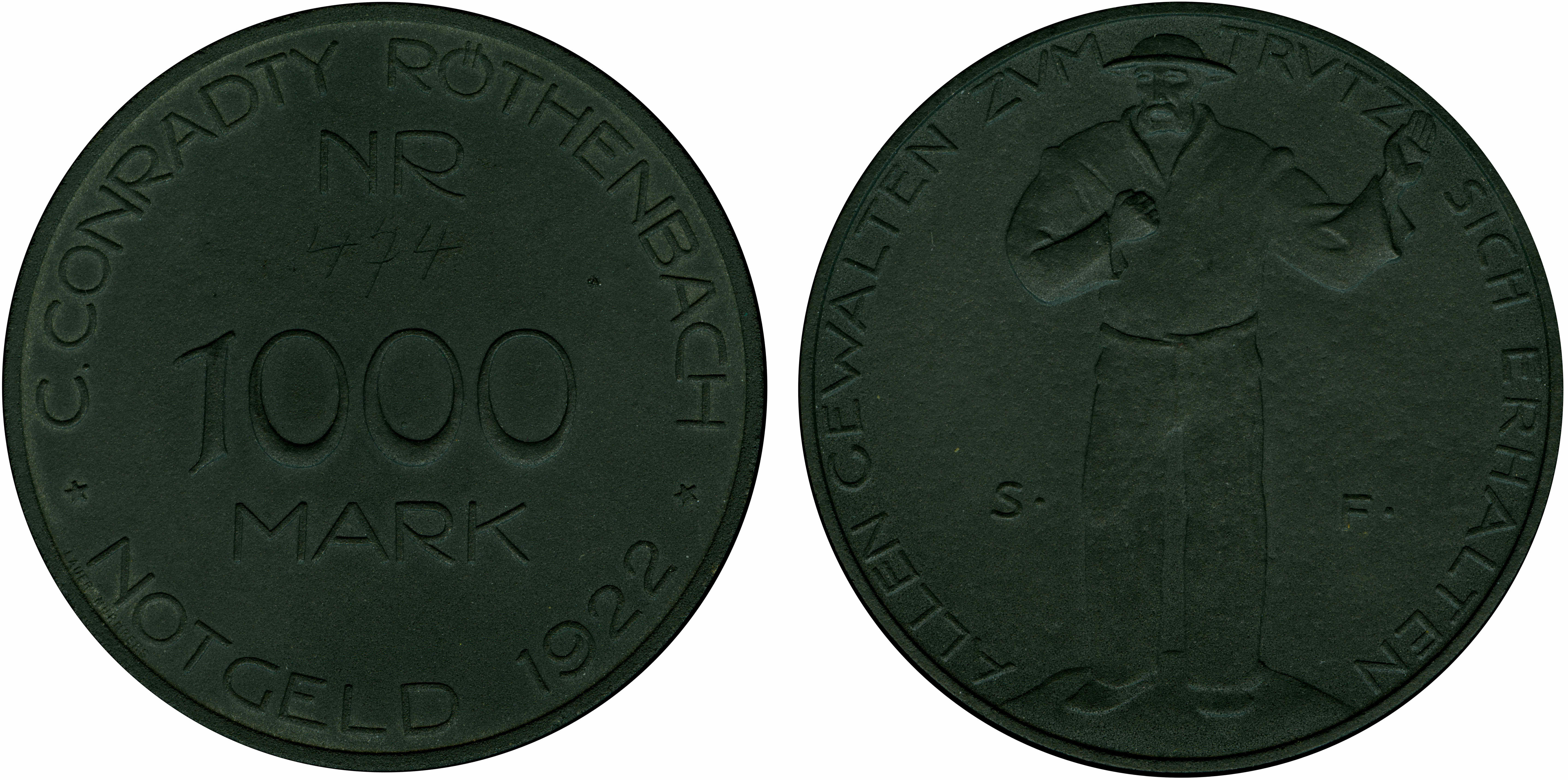
1000 Mark Kohlemünze Notmünze 1922, C. Conradty Röthenbach, Auflage: 3500 Exemplare, Durchmesser: 70 mm, Kröner Katalog: C1.3

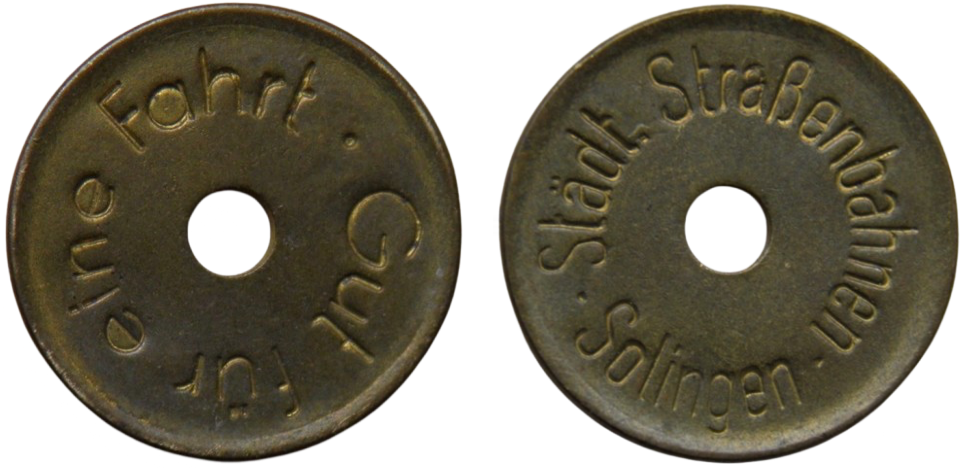
Straßenbahnmünze der Städtischen Straßenbahnen Solingen, ausgegeben anstatt einer klassischen Fahrkarte aus Papier oder Karton

Notmünzen sind Münzprägungen, die in Notzeiten von den münzberechtigten Stellen oder bei Mangel von Umlaufmünzen selbst von sonst nicht münzberechtigten Städten oder Privatpersonen ausgegeben worden sind. Notmünzen sind eine Form des Notgeldes.
Berühmte Beispiele sind die „Görtzschen Notdaler“ des schwedischen Königs Karl XII. aus Kupfer und die 1915 u. a. aus Patronenhülsen hergestellten Münzen aus Tabora, der größten Eingeborenensiedlung in Deutsch-Ostafrika.
Bekannt sind auch die Andreas-Hofer-Kreuzer, die als Notmünzen geprägt wurden um den dringenden Geldbedarf während des Tiroler Freiheitskampfes im Jahr 1809 decken zu können oder die Bonner Notmünzen von 1583, die bei der Belagerung von Bonn geschlagen wurden.

## Deutsche Notmünzen des Ersten Weltkriegs und der Nachkriegszeit
Während des Ersten Weltkriegs und in den Jahren danach kam es zu zahlreichen, hauptsächlich Notmünzprägungen. Während die Notmünzen der Jahre 1916 bis 1918 dem Kleingeldmangel begegnen sollten und eine tatsächliche Geldersatzfunktion übernahmen, erfüllten spätere Notmünzen auch eine Werbefunktion für die ausgebende Stadt. Da diese zunehmend von privaten Sammlern gesuchten Stücke in die Sammlungen eingegliedert wurden und deshalb immer weniger in den Zahlungsverkehr gelangten und auch nicht gegen reguläres Geld eingelöst wurden, dienten die Notmünzen auch als Einnahmequelle der Kommunen. Insbesondere der Jahre 1921 und 1922 hatten die Notmünzen die tatsächliche Geldersatzfunktion verloren, da seit 1921 in ausreichenden Umfang reguläres Kleingeld zur Verfügung stand. Der ursprüngliche Kleingeldmangel der zu den ersten Notmünzen ab dem Jahr 1916 führte, wird in der Literatur darauf zurückgeführt, dass die Einziehung der kriegswirtschaftlich bedeutenden Kupfer- und Nickelmünzen, der Abfluss durch im Ausland eingesetzte deutsche Soldaten und die Hortung vor allem von 10 Pfennigmünzen für die aufkommenden Gas- und Stromautomaten den Kleingeldmangel verursacht habe. Hinzu trat die Hortung von den noch vorhandenen regulären Münzen aus werthaltigeren Metallen, mit der die Bevölkerung dem Verlust des Geldwertes entgegenwirken wollte. Vorzugsweise wurde deshalb mit weniger werthaltigen Münzen bezahlt, die aber nicht in ausreichender Menge zur Verfügung standen (siehe Greshamsches Gesetz). Außerdem verstärkte die Außerkurssetzung der Silbermünzen diesen Mangel an werthaltigeren Münzen noch. Aus Mangel an geschulten Arbeitern und Materialmangel heraus duldete die Reichsverwaltung die entsprechenden Notbehelfe von Städten, Fabriken und Kaufhäusern, ohne sie offiziell zu legitimieren. Rechtlich handelt es sich deshalb mangels hoheitlicher Legitimierung nicht um Geld, sondern um Marken, die als eine Form von Inhaberschuldverschreibungen anzusehen waren.

Kleingeldersatzmarke der Stadt Mainz, 1917
Rückseite

Eine besonders aufwändig gestaltete Notmünze, die nur für den Sammlermarkt hergestellt wurde, waren die Notmünzen der Provinz Westfalen ab dem Jahr 1922. Am auffälligsten ist dies bei den Ausgaben von 1923. Allerdings ist das 1-Billion-Mark-Stück der Provinz Westfalen durch die Hyperinflation 1923 bereits entwertet worden. Die Münze wurde daher erst nach der Inflation 1924 als Erinnerungsstück verkauft. Besonders gefragt waren die Notmünzen mit dem Brustbild von Annette v. Droste-Hülshoff. Münzen aus Meißner Porzellan waren 1922 im niederschlesischen Grünberg im Umlauf (Pfennigbeträge in Münzen aus braunem Böttgersteinzeug; Markbeträge als weiße Münze).

## Deutsche Notmünzen nach dem Zweiten Weltkrieg
Aus der Zeit nach dem Zweiten Weltkrieg sind nur Wertmarken der Stadt Hannoversch Münden in Niedersachsen bekannt, die im Jahr 1947 im Wert von 5 und 10 Pfennigen aus Aluminium geprägt wurden.